# Coming for You
Coming for You är en singel av det amerikanska punkrockbandet The Offspring och låten premiärspelades på den amerikanska radiokanalen RadioContraband den 30 januari 2015. En musikvideo lanserades den 17 mars samma år och har beskrivits som "Fight Club fast med clowner". Francesco Marano på Zumic gav "Coming for You" en positiv recension medan Gregory Adams på Exclaim ansåg att låten var som en blandning mellan Gary Glitters "Rock and Roll Part 2" och Marilyn Mansons "The Beautiful People". "Coming for You" har även sagts ha en snarlik rytm som deras tidigare låt "Stuff Is Messed Up" och den släpptes som en promosingel för bandets då kommande turné.
"Coming for You" var med i tävlingarna Smash or Crash, som arrangerades av Hardrive Radio, och Cage Match, som arrangerades av Loudwire. Bandet själva höll två tävlingar gällande singeln: en under namnet "Coming For You" Social Headers som varade mellan 16 och 20 februari 2015, där vinsten var en affisch från Summer Nationals-turnén från 2014 och en tävling med namnet "Coming For You" Cover Contest som varade under april 2015, där vinsten var en NDM3 Ibanezgitarr.
När singeln släpptes i januari 2015 var det osäkert om "Coming for You" skulle komma med på något album med The Offspring. Detta klargjordes först i februari 2021, när låten utannonserades på det då kommande studioalbumet Let the Bad Times Roll.

## Låtlista
Alla låtar är skrivna och komponerade av The Offspring, om inte annat anges. 
| Nr | Titel          | Längd |
| -- | -------------- | ----- |
| 1. | Coming for You | 3:49  |